# گردش خون کرونر
گردش خون کرونری به گردش خون در شریان‌ها و سیاهرگ‌ها که به عضله قلب (میوکارد) خون رسانی می‌کنند، اشاره دارد.  شریان‌های کرونری خون اکسیژن‌دار را به عضله قلب تأمین می‌کنند. سیاهرگ‌های قلب سپس خون را پس از اینکه اکسیژن‌زدایی شده است، تخلیه می‌کنند.  از آنجا که بقیه بدن، و به ویژه مغز، به تأمین مداوم خون اکسیژن‌دار که بدون وقفه‌های قابل توجه باشد، نیاز دارد، قلب باید به طور مداوم کار کند. بنابراین گردش خون آن نه تنها برای بافت‌های خود بلکه برای کل بدن و حتی سطح هوشیاری مغز از لحظه‌ای به لحظه دیگر بسیار مهم است.  اختلالات گردش خون کرونری به سرعت باعث حملات قلبی (حمله قلبی) می‌شود، که در آن عضله قلب به دلیل کمبود اکسیژن آسیب می‌بیند. این اختلالات معمولاً ناشی از ایسکمی کرونری مرتبط با بیماری شریان کرونری و گاهی به آمبولی از علل دیگر مانند انسداد در جریان خون از طریق عروق است.

## ساختار

### شریان‌های کرونری

شریان‌های کرونری با متن قرمز و سایر نقاط عطف با متن آبی

نمای شماتیک قلب

شریان‌های کرونری خون را به میوکارد و سایر اجزای قلب تأمین می‌کنند. دو شریان کرونری از سمت چپ قلب در ابتدای بطن چپ منشأ می‌گیرند. سه سینوس آئورت (گشادشدگی) در دیواره آئورت درست بالای دریچه نیمه‌هلالی آئورت وجود دارد. دو تا از این سینوس‌ها، سینوس آئورت خلفی چپ و سینوس آئورت قدامی، به ترتیب به شریان کرونری چپ و شریان کرونری راست منشأ می‌دهند. سینوس سوم، سینوس آئورت خلفی راست، معمولاً شریانی را منشأ نمی‌دهد. شاخه‌های عروق کرونری که بر روی سطح قلب باقی می‌مانند و شیارهای قلب را دنبال می‌کنند، به عنوان شریان‌های کرونری اپیکاردیال نامیده می‌شوند.
شریان کرونری چپ خون را به سمت چپ قلب، دهلیز و بطن چپ و سپتوم بین‌بطنی توزیع می‌کند. شریان قوس‌دار از شریان کرونری چپ منشأ می‌گیرد و به سمت چپ شیار کرونری را دنبال می‌کند. در نهایت، با شاخه‌های کوچک شریان کرونری راست ادغام می‌شود. شریان نزولی قدامی چپ (LAD)، دومین شاخه اصلی است که از شریان کرونری چپ منشأ می‌گیرد. این شریان شیار بین‌بطنی قدامی را دور می‌زند. در طول مسیر، شاخه‌های کوچک‌تری را به وجود می‌آورد که با شاخه‌های شریان بین‌بطنی خلفی ارتباط برقرار می‌کنند و آناستوموزها را تشکیل می‌دهند. آناستوموز ناحیه‌ای است که عروق به هم متصل می‌شوند تا ارتباطاتی را تشکیل دهند که معمولاً اجازه می‌دهد خون به یک ناحیه گردش کند حتی اگر ممکن است انسداد جزئی در شاخه دیگر وجود داشته باشد. آناستوموزها در قلب بسیار کوچک هستند. بنابراین، این توانایی در قلب تا حدی محدود است، به طوری که انسداد شریان کرونری معمولاً منجر به حمله قلبی و مرگ سلول‌ها تأمین شده توسط آن شریان خاص می‌شود.
شریان کرونری راست در طول شیار کرونری پیش می‌رود و خون را به دهلیز راست، بخش‌هایی از هر دو بطن و سیستم هدایت قلب توزیع می‌کند. معمولاً یک یا چند شریان حاشیه‌ای از شریان کرونری راست در زیر دهلیز راست منشأ می‌گیرند. شریان‌های حاشیه‌ای خون را به بخش‌های سطحی بطن راست تأمین می‌کنند. در سطح پشتی قلب، شریان کرونری راست شریان بین‌بطنی خلفی را منشأ می‌دهد، که به عنوان شریان نزولی خلفی نیز شناخته می‌شود. این شریان در طول قسمت پشتی شیار بین‌بطنی به سمت نوک قلب حرکت می‌کند و شاخه‌هایی را به وجود می‌آورد که سپتوم بین‌بطنی و بخش‌هایی از هر دو بطن را تأمین می‌کند.

### سیاهرگ‌های قلب

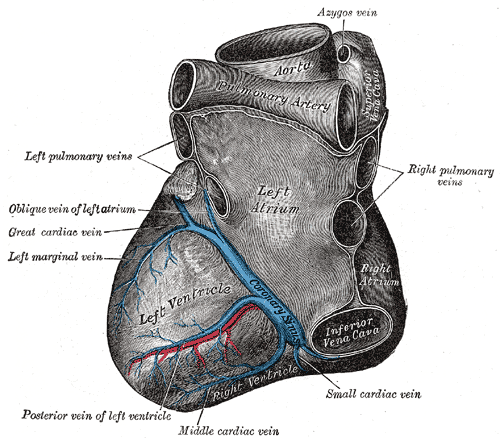
پایه و سطح دیافراگم قلب نشان‌دهنده برخی سیاهرگ‌های قلب

عروقی که خون اکسیژن‌زدایی شده را از عضله قلب خارج می‌کنند، سیاهرگ‌های قلب هستند. این شامل سیاهرگ بزرگ قلب، سیاهرگ میانه قلب، سیاهرگ کوچک قلب، کوچک‌ترین سیاهرگ‌های قلب و سیاهرگ‌های قدامی قلب است. سیاهرگ‌های قلب خون با سطح اکسیژن پایین را از میوکارد به دهلیز راست حمل می‌کنند. بیشتر خون سیاهرگ‌های کرونری از طریق سینوس کرونری بازمی‌گردد. آناتومی سیاهرگ‌های قلب بسیار متغیر است، اما به طور کلی از سیاهرگ‌های زیر تشکیل شده است: سیاهرگ‌های قلب که به سینوس کرونری می‌روند: سیاهرگ بزرگ قلب، سیاهرگ میانه قلب، سیاهرگ کوچک قلب، سیاهرگ پشتی بطن چپ و سیاهرگ مایل مارشال. سیاهرگ‌های قلب که به طور مستقیم به دهلیز راست می‌روند: سیاهرگ‌های قدامی قلب، کوچک‌ترین سیاهرگ‌های قلب (سیاهرگ‌های تبه‌زین).

### آناستوموزها

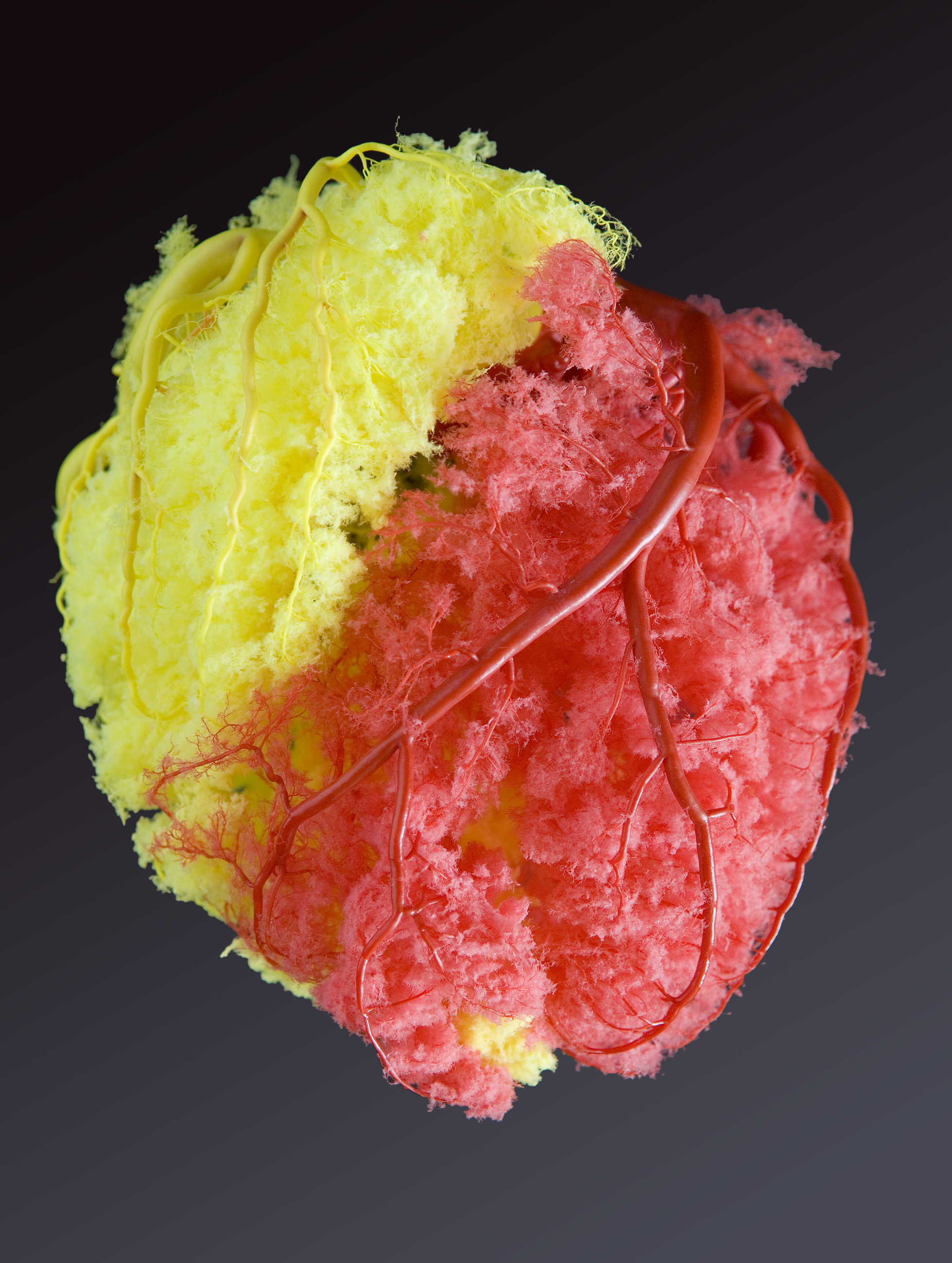
مدل شریان‌های کرونری (راست = زرد، چپ = قرمز)

بین شاخه‌های دو شریان کرونری برخی آناستوموزها وجود دارد. با این حال، شریان‌های کرونری به طور عملکردی به عنوان شریان‌های انتهایی عمل می‌کنند و بنابراین این ملاقات‌ها به عنوان آناستوموزهای بالقوه نامیده می‌شوند، که فاقد عملکرد هستند، برخلاف آناستوموزهای واقعی مانند آن در کف دست. این به این دلیل است که انسداد یک شریان کرونری معمولاً منجر به مرگ بافت قلب به دلیل کمبود تأمین خون کافی از شاخه دیگر می‌شود. زمانی که دو شریان یا شاخه‌های آنها به هم می‌پیوندند، ناحیه میوکارد تأمین خون دوگانه دریافت می‌کند. این اتصالات آناستوموز نامیده می‌شوند. اگر یک شریان کرونری به دلیل آتروم مسدود شود، شریان دوم هنوز قادر است خون اکسیژن‌دار را به میوکارد تأمین کند. با این حال، این تنها در صورتی می‌تواند اتفاق بیفتد که آتروم به آرامی پیشرفت کند و به آناستوموزها فرصتی برای رشد بدهد.
در رایج‌ترین پیکربندی شریان‌های کرونری، سه ناحیه آناستوموز وجود دارد. شاخه‌های کوچک LAD (شریان نزولی قدامی چپ/بین‌بطنی قدامی) از شریان کرونری چپ با شاخه‌های شریان بین‌بطنی خلفی از شریان کرونری راست در شیار بین‌بطنی به هم می‌پیوندند. بالاتر از این، یک آناستوموز بین شریان قوس‌دار (شاخه‌ای از شریان کرونری چپ) و شریان کرونری راست در شیار دهلیزی-بطنی وجود دارد. همچنین یک آناستوموز بین شاخه‌های سپتالی دو شریان کرونری در سپتوم بین‌بطنی وجود دارد. عکس ناحیه‌ای از قلب را نشان می‌دهد که توسط شریان‌های کرونری راست و چپ تأمین می‌شود.

### تنوع
شریان‌های کرونری چپ و راست گاهی از یک تنه مشترک منشأ می‌گیرند، یا تعداد آنها ممکن است به سه افزایش یابد؛ شاخه اضافی شریان کرونری خلفی (که اندازه کوچکتری دارد) است. در موارد نادر، یک شخص ممکن است شریان کرونری سومی داشته باشد که دور ریشه آئورت می‌چرخد.
گاهی، یک شریان کرونری به عنوان یک ساختار دوگانه وجود دارد (یعنی دو شریان وجود دارد که به طور موازی در کنار یکدیگر قرار دارند، در حالی که معمولاً یک شریان وجود دارد).

#### تسلط شریان کرونری
شریانی که به یک سوم پشتی سپتوم بین‌بطنی – شریان نزولی خلفی (PDA) تأمین می‌کند، تسلط کرونری را تعیین می‌کند.
- اگر شریان نزولی خلفی توسط شریان کرونری راست (RCA) تأمین شود، آنگاه گردش خون کرونری به عنوان "راست-مسلط" طبقه‌بندی می‌شود.
- اگر شریان نزولی خلفی توسط شریان قوس‌دار (CX)، یک شاخه از شریان چپ، تأمین شود، آنگاه گردش خون کرونری به عنوان "چپ-مسلط" طبقه‌بندی می‌شود.
- اگر شریان نزولی خلفی توسط هر دو شریان کرونری راست و قوس‌دار تأمین شود، آنگاه گردش خون کرونری به عنوان "هم-مسلط" طبقه‌بندی می‌شود.

تقریباً 70٪ از جمعیت عمومی راست-مسلط هستند، 20٪ هم-مسلط هستند و 10٪ چپ-مسلط هستند. تعریف آناتومیک دقیق تسلط، شریانی است که تأمین خون به گره AV را می‌دهد، یعنی شریان گره AV. بیشتر اوقات این شریان، شریان کرونری راست است.

## عملکرد

### تأمین به عضلات پاپیلاری
عضله پاپیلاری شریان دریچه میترال (دریچه بین دهلیز چپ و بطن چپ) و دریچه سه‌لتی (دریچه بین دهلیز راست و بطن راست) را به دیواره قلب متصل می‌کند. اگر عضلات پاپیلاری به درستی کار نکنند، دریچه میترال ممکن است در هنگام انقباض بطن چپ نشت کند. این باعث می‌شود که برخی از خون به "عقب" برود، از بطن چپ به دهلیز چپ، به جای اینکه به جلو به آئورت و بقیه بدن برود. این نشت خون به دهلیز چپ به عنوان نارسایی میترال شناخته می‌شود. به طور مشابه، نشت خون از بطن راست از طریق دریچه سه‌راهی و به دهلیز راست نیز ممکن است رخ دهد و این به عنوان نقص سه‌لتی یا نشت سه‌راهی توصیف می‌شود.
عضله پاپیلاری قدامی-جانبی به طور مکرر دو تأمین خون دریافت می‌کند: شریان نزولی قدامی (LAD) و شریان قوس‌دار چپ (LCX). بنابراین، این عضله به طور مکرر در برابر ایسکمی کرونری (کمبود خون غنی از اکسیژن) مقاوم‌تر است. از سوی دیگر، عضله پاپیلاری پشتی-میانی معمولاً فقط توسط PDA تأمین می‌شود.  این باعث می‌شود که عضله پاپیلاری پشتی-میانی به طور قابل توجهی بیشتر در معرض ایسکمی باشد. اهمیت بالینی این موضوع این است که حمله قلبی که شامل PDA است، بیشتر احتمال دارد که باعث نشت میترال شود.

### تغییرات در دیاستول
در طول انقباض بطن قلب (سیستول)، عروق کرونری زیراندوکاردی (عروق که به میوکارد وارد می‌شوند) به دلیل فشارهای بالای بطن فشرده می‌شوند. این فشردگی منجر به جریان خون معکوس لحظه‌ای (یعنی، خون به سمت آئورت جریان می‌یابد) می‌شود که تأمین خون میوکارد را در طول سیستول بیشتر محدود می‌کند. با این حال، عروق کرونری اپیکاردیال (عروق که در سطح خارجی قلب قرار دارند) باز می‌مانند. به همین دلیل، جریان خون در زیراندوکارد در طول انقباض بطن متوقف می‌شود. در نتیجه، بیشتر تأمین خون میوکارد در طول آرامش قلب (دیاستول) اتفاق می‌افتد، زمانی که عروق کرونری زیراندوکارد باز و تحت فشار کمتری هستند. جریان هرگز در شریان کرونری راست به صفر نمی‌رسد، زیرا فشار بطن راست کمتر از فشار خون دیاستولیک است.

### تغییرات در نیاز اکسیژن
قلب میزان گشادشدگی عروقی یا انقباض عروق کرونری را بر اساس نیازهای اکسیژن قلب تنظیم می‌کند. این به مشکلات پر شدن عروق کرونری کمک می‌کند. فشردگی ثابت می‌ماند. شکست در تأمین اکسیژن ناشی از کاهش جریان خون در برابر افزایش نیاز اکسیژن قلب منجر به ایسکمی بافت، یک وضعیت کمبود اکسیژن می‌شود. ایسکمی کوتاه‌مدت با درد شدید قفسه سینه، معروف به آنژین همراه است. ایسکمی شدید می‌تواند باعث مرگ عضله قلب به دلیل کمبود اکسیژن شود، مانند در طول حمله قلبی. ایسکمی مزمن متوسط باعث ضعیف شدن انقباض قلب می‌شود که به عنوان خواب‌آلودگی میوکارد شناخته می‌شود.
علاوه بر متابولیسم، گردش خون کرونری دارای ویژگی‌های داروشناختی منحصر به فرد است. از جمله این ویژگی‌ها، واکنش‌پذیری آن به تحریک آدرنرژیک است.

## شاخه‌ها
شاخه‌های نام‌گذاری شده گردش خون کرونری در یک قلب راست-مسلط به شرح زیر است:
- آئورت
  - شریان کرونری چپ / شریان کرونری اصلی چپ (LMCA)
    - شریان قوس‌دار چپ (LCX)
      - شریان حاشیه‌ای obtuse #1 (OM1)
      - شریان حاشیه‌ای obtuse #2 (OM2)

    - شریان نزولی قدامی چپ (LAD)
      - شریان قطری #1
      - شریان قطری #2

  - شریان کرونری راست (RCA)
    - شاخه گره دهلیزی-بطنی
    - شریان حاشیه‌ای راست
    - شریان نزولی خلفی (PDA)
    - شریان پشتی-جانبی #1 (PL#1)
    - شریان پشتی-جانبی #2 (PL#2)

## اهمیت بالینی
عروقی که اکسیژن‌دار خون را به میوکارد می‌رسانند، شریان‌های کرونری هستند. هنگامی که شریان‌ها سالم هستند، قادر به خودتنظیمی برای حفظ جریان خون کرونری در سطوح مناسب برای نیازهای عضله قلب هستند.
شریان‌های کرونری نسبتاً باریک معمولاً تحت تأثیر آترواسکلروز قرار می‌گیرند و می‌توانند مسدود شوند، که باعث آنژین یا حمله قلبی می‌شود. شریان‌های کرونری به عنوان "گردش خون پایانی" طبقه‌بندی می‌شوند، زیرا تنها منبع تأمین خون به میوکارد را نمایندگی می‌کنند؛ تأمین خون اضافی بسیار کمی وجود دارد، به همین دلیل انسداد این عروق می‌تواند بسیار بحرانی باشد.

## تصاویر اضافی

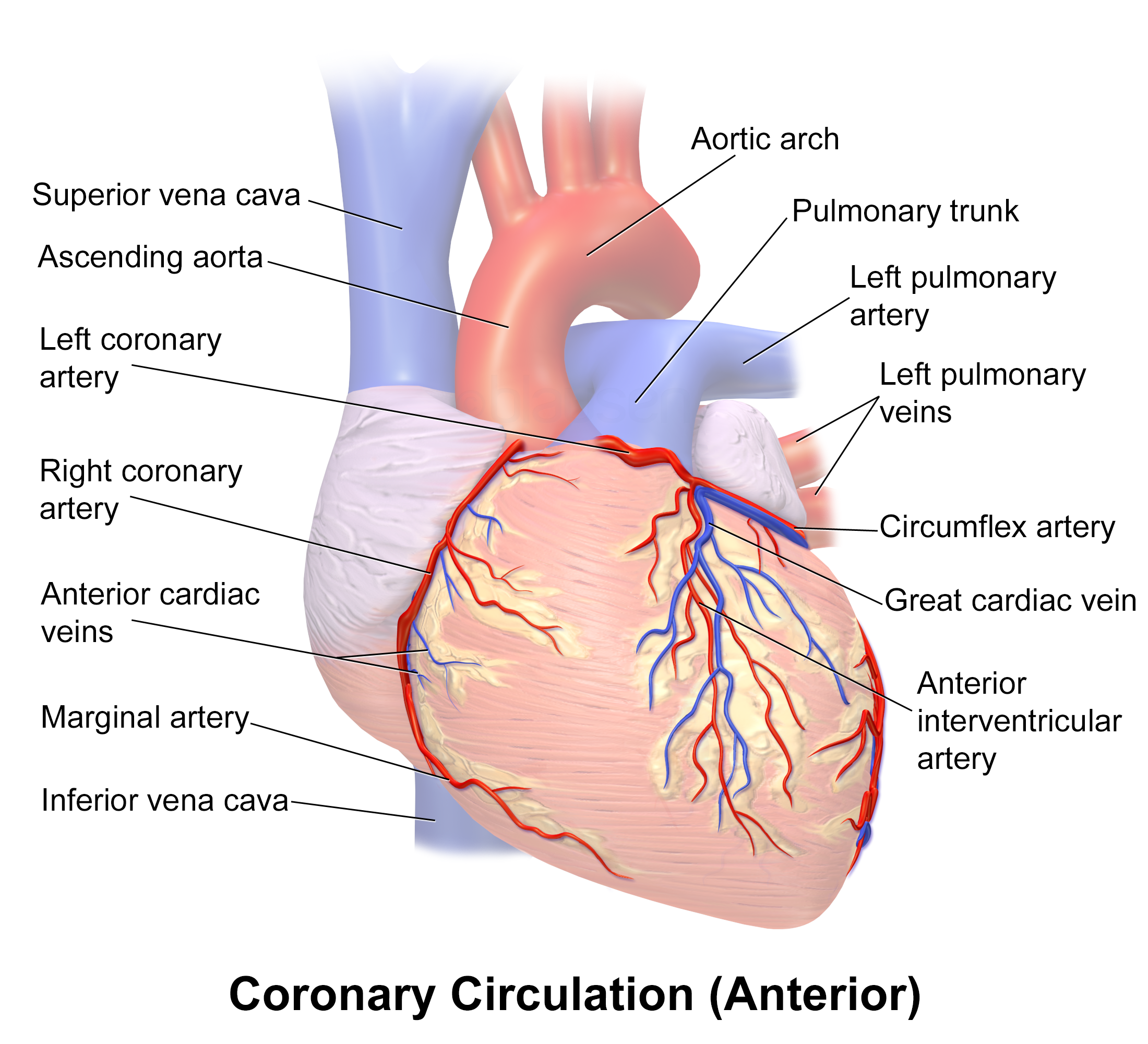
نمای قدامی گردش خون کرونری
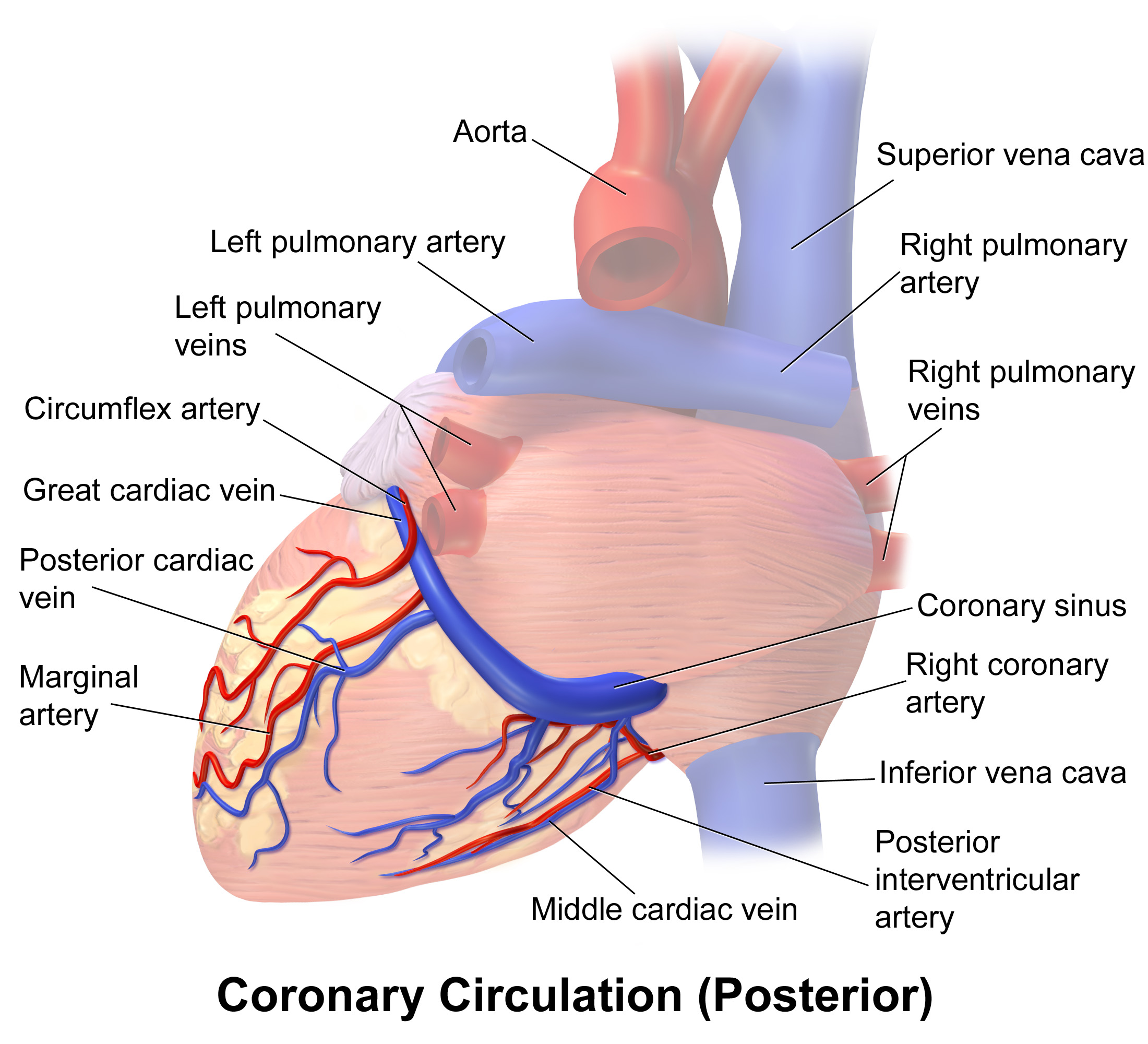
نمای پشتی گردش خون کرونری
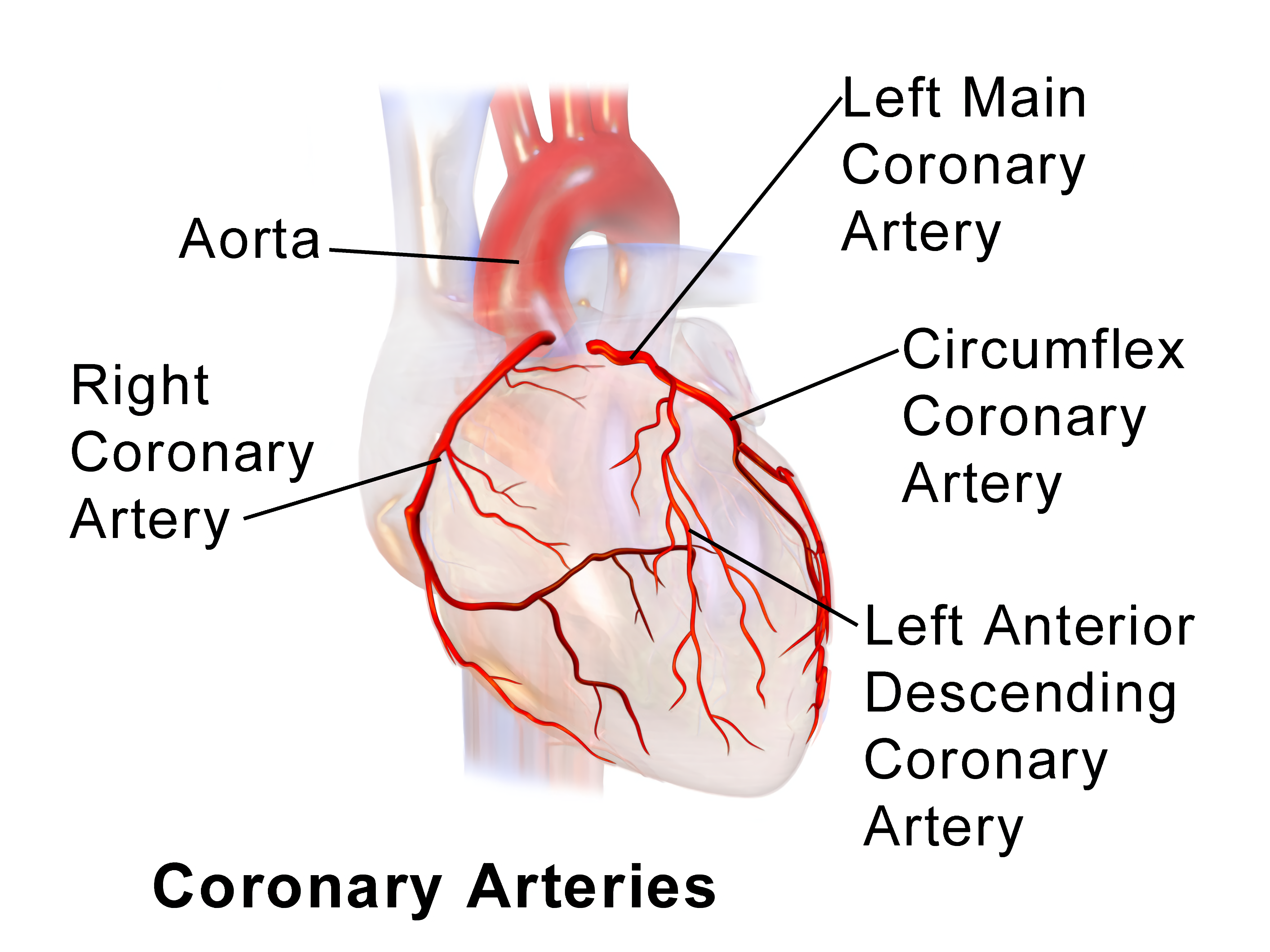
تصویر شریان‌های کرونری